# Himashree Roy
Himashree Roy (bengalisch হিমশ্রী রায় Himaśrī Rāẏ; * 15. März 1995 in Jalpaiguri) ist eine indische Leichtathletin, die sich auf den Sprint spezialisiert hat.

## Sportliche Laufbahn
Erste internationale Erfahrungen sammelte Himashree Roy im Jahr 2013, als sie bei der Sommer-Universiade in Kasan mit 12,89 s und 26,38 s jeweils in der ersten Runde über 100 und 200 Meter ausschied. Im Kahr darauf schied sie bei den Juniorenasienmeisterschaften in Taipeh mit 24,94 s in der Vorrunde im 200-Meter-Lauf aus und 2016 gewann sie mit der indischen 4-mal-100-Meter-Staffel bei den Südasienspielen in Guwahati in 45,79 s die Silbermedaille hinter dem sri-lankischen Team. Im Jahr darauf gewann sie bei den Asienmeisterschaften in Bhubaneswar in 44,57 s gemeinsam mit Merlin Joseph, Srabani Nanda und Dutee Chand die Bronzemedaille hinter den Teams aus Kasachstan und der Volksrepublik China. 2019 belegte sie bei den Südasienspielen in Kathmandu in 11,88 s den vierten Platz im 100-Meter-Lauf und gewann mit der Staffel in 45,36 s erneut die Silbermedaille hinter dem Team aus Sri Lanka.
In den Jahren 2015 und 2019 wurde Roy indische Meisterin in der 4-mal-100-Meter-Staffel.

## Persönliche Bestzeiten
- 100 Meter: 11,42 s (+0,8 m/s), 29. August 2022 in Raebareli
- 200 Meter: 23,87 s (+1,6 m/s), 30. August 2022 in Raebareli